# Los Angeles Rams
Los Angeles Rams – zawodowy zespół futbolu amerykańskiego z siedzibą w Los Angeles, w stanie Kalifornia. Drużyna jest obecnie członkiem Dywizji Zachodniej konferencji NFC ligi NFL. Dwukrotnie zdobywała mistrzostwo NFL, a dwa razy wygrała Super Bowl.

## Historia
Rams przystąpili do ligi w roku 1937 jako drugie wcielenie zespołu Cleveland Rams, który był członkiem-założycielem efemerycznej American Football League, działającej w latach 1936-37. NFL zagwarantowała drużynie z Cleveland członkostwo, ale tylko czterech jej zawodników przeszło do nowej ligi.
W roku 1946 klub przeniesiono do Los Angeles automatycznie zmieniając nazwę drużyny na Los Angeles Rams. Po sezonie roku 1979 Rams przenieśli się na przedmieścia miasta, do kalifornijskiego Anaheim, gdzie spędzili kolejne 15 sezonów, nie zmieniwszy nazwy.
Przed sezonem 1995 klub przeniósł się na wschód, do St. Louis, w stanie Missouri, gdzie zmienił nazwę na St. Louis Rams.
W styczniu 2016 ogłoszono ponowne przeniesienie siedziby klubu do Los Angeles.
Zawodnicy polskiego pochodzenia w Rams: Zeke Bratkowski (1961–1963), Bob Brudzinski (1977-1980), Ron Jaworski (1973-1976), Steve Bartkowski (1986).

## Historia Nazw
Cleveland Rams (1936-1942)
Zawieszenie działalności (1943)
Cleveland Rams (1944-1945)
Los Angeles Rams (1946-1994)
St.Louis Rams (1995-2015)
Los Angeles Rams (2016-